# Филип фон дер Марк
Филип фон дер Марк (на немски: Philipp von der Marck; * 1 юли 1548; † 15 юни 1613) от фамилията Льомен, клон на род Ламарк е 1. имперски граф на Шлайден, господар на Льомен /Лумен, Зерайн и Зафенберг. Той основава линията Марк-Шлайден.

## Биография
Той е вторият син Йохан II фон Марк, господар на Лумен, сеньор де Зерайн († 15 декември 1552) и съпругата му Маргарета фон Васенар-Лайден († 27 май 1556/24 март 1557), дъщеря на бургграф Йохан II фон Лайден, господар на Васенар, губернатор на Фризия († 4 декември 1523) и Йохана/Жозина фон Егмонт (* ок. 1490). Внук е на Йохан I фон Марк-Аренберг-Лумен († 14 август 1519) и Маргарета фон Рункел († ок. 1549). Брат му Вилхелм II фон дер Марк (1542 – 1578, убит) е водач на боевете срещу испанците, бяга при Вилхелм Орански, който го прави адмирал и губернатор на Нидерландия и е отровен.
Филип фон дер Марк е през 1565 г. каноник на „Св. Ламберт“ в Лиеж, от 1565 до 1578 г. домхер в Кьолн, от 1575 до 1579 г. домхер в Щрасбург. След смъртта на бездетния му брат Вилхелм II фон дер Марк, той се отказва през 1578 г. от духовенството. През 1580 г. Дитрих VI фон Мандершайд и Йоахим, братята на съпругата му Катарина, му преписват дворец Гелсдорф със собствеността. Дворецът той получава за ползване през 1592 г. от Кьолнския курфюрст Ернст Баварски.
Вдовицата на Дитрих VI Елизабет фон Щолберг живее в дворец Шлайден. Филип фон дер Марк я изгонва и пленява. Със сила той получава господството Шлайден и става 1. имперски граф на Шлайден. Той основава линията Марк-Шлайден. По неговото време територията е издигната на имперско графство.
Филип фон дер Марк умира на 15 юни 1613 г. на 64 години и е погребан в манастирската църква „Нидерее (Айфел)“ в Юксхайм в Северен Рейн-Вестфалия. Линията Марк-Шлайден измира през 1773 г. Собствеността отива на фамилията Аренберг.

## Фамилия
Филип фон дер Марк се жени на 23 май 1581 г. за Катарина фон Мандершайд-Шлайден († 12 февруари 1594), дъщеря на граф Дитрих V фон Мандершайд-Бланкенхайм-Шлайден (1508 – 1560) и графиня Ерика фон Валдек-Айзенберг (1511 – 1560). Те имат децата:
- Йозина фон дер Марк (* 3 януари 1583; † 26 февруари 1626), омъжена на 6 ноември 1610 г. в Керпен за граф Йохан Дитрих фон Льовенщайн-Вертхайм-Рошфор (* 31 януари 1585; † 6 март 1644)
- Йохан Вилхелм фон дер Марк (* 27 май 1585; † 4 юли 1585)
- Елизабет Катарина фон дер Марк († сл. 1634), омъжена за граф Петер Ернст фон Гавре-Елсло († 1636/1637)
- Ернст фон Марк-Шлайден (* 22 февруари 1590, дворец Арнсберг, Вестфалия; † 17 февруари 1654, дворец Шлайден), граф на Марк-Шлайден, фрайхер на Льомен-Зерайн, Керпен и Зафенберг, женен I. сл. 25 май 1615 г. за графиня Сибила фон Хоенцолерн-Хехинген (* 1604; † 8 август 1621, Шлайден), II. на 14 ноември 1623 г. за Анна Маргарета фон Мандершайд-Бланкенхайм (* 13 септември 1606; † февруари 1630), III. 1641 г. за Катарина Райхертс (* 1620; † 30 октомври 1645)

Филип фон дер Марк има от друга връзка/брак и един син:
- Йохан фон Зафенбург, женен на 4 септември 1649 г. за Ирмгард Фелицитас цу Елтц.